# Antongilia laciniata
Antongilia laciniata är en insektsart som beskrevs av Ludwig Redtenbacher 1906. Antongilia laciniata ingår i släktet Antongilia och familjen Bacillidae. Inga underarter finns listade i Catalogue of Life.